# Diamond (4Minute)
Diamond è il primo album discografico giapponese del gruppo musicale sudcoreano 4Minute, pubblicato nel 2010 dall'etichetta discografica Far Eastern Tribe Records.

## Il disco
Il 5 maggio 2010 fu pubblicato il primo singolo dell'album, "Muzik", in giapponese, che arrivò alla ventunesima posizione della classifica Oricon dei singoli più venduti in Giappone. Il secondo singolo, "I My Me Mine", fu pubblicato il 28 luglio e arrivò alla ventiseiesima posizione della classifica Oricon dei singoli più venduti in Giappone. Il terzo e ultimo singolo tratto dall'album "First/Dream Come True" fu pubblicato il 27 ottobre 2010 e arrivò alla diciottesima posizione della classifica Oricon dei singoli più venduti in Giappone. Furono pubblicate due versioni dell'album, una con solo il CD, l'altra con il CD, un DVD contenente i video musicali della versione giapponese di "Muzik" e "I My Mine", "HuH" e "First", e un libro fotografico di 52 pagine che mette in evidenza alcuni dei loro singoli e il debutto giapponese. Il 25 gennaio 2011 venne pubblicata l'edizione coreana dell'album, che, tuttavia, non contiene i brani tratti dall'EP di debutto For Muzik.

## Tracce
1. For Muzik – 1:24 (testo: Hwang Sungin, Mario, Jeon Jiyoon – musica: Lee Sangho, Shinsadong Tiger)
2. Muzik (Japanese ver.) – 3:43 (testo: Shoko Fujibayashi, Lee Sangho, Shinsadong Tiger – musica: Lee Sangho, Shinsadong Tiger, Jong Junhyung)
3. Bababa – 3:24 (Kang Jiwon, Kim Kibum)
4. Hot Issue – 3:28 (testo: Shinsadong Tiger, Hey.J – musica: Shinsadong Tiger, Lee Chaekyu)
5. Hide & Seek – 3:26 (Shinsadong Tiger, Choi Kyusung)
6. Who's Next? (feat. Beast) – 1:57 (Shinsadong Tiger)
7. HuH – 3:48 (Shinsadong Tiger, Yong Junhyung)
8. Can't Make Up My Mind – 3:42 (testo: Hooks – musica: Jeff Miyahara)
9. What a Girl Wants – 3:25 (testo: Hwang Sungjin – musica: Lee Sangho, Shinsadong Tiger)
10. First – 3:31 (testo: Kanata Okajima, Shinsadong Tiger, Hey.J, Eddie – musica: Shinsadong Tiger, Hey.J)
11. I My Me Mine (Japanese ver.) – 3:24 (testo: Michiko Motohashi, Lee Sangho, Shinsadong Tiger – musica: Lee Sangho, Shinsadong Tiger)
12. Already Gone – 3:33 (Im Sanghyuck, Da9297)
13. December – 3:58 (Nao)

Durata totale: 42:43
Tracce dell'edizione coreana:
1. Muzik (Japanese ver.) – 3:43 (testo: Shoko Fujibayashi, Lee Sangho, Shinsadong Tiger – musica: Lee Sangho, Shinsadong Tiger, Jong Junhyung)
2. Bababa – 3:24 (Kang Jiwon, Kim Kibum)
3. Hide & Seek – 3:26 (Shinsadong Tiger, Choi Kyusung)
4. Who's Next? (feat. Beast) – 1:57 (Shinsadong Tiger)
5. HuH – 3:48 (Shinsadong Tiger, Yong Junhyung)
6. Can't Make Up My Mind – 3:42 (testo: Hooks – musica: Jeff Miyahara)
7. First – 3:31 (testo: Kanata Okajima, Shinsadong Tiger, Hey.J, Eddie – musica: Shinsadong Tiger, Hey.J)
8. I My Me Mine (Japanese ver.) – 3:24 (testo: Michiko Motohashi, Lee Sangho, Shinsadong Tiger – musica: Lee Sangho, Shinsadong Tiger)
9. Already Gone – 3:33 (Im Sanghyuck, Da9297)
10. December – 3:58 (Nao)

Durata totale: 34:26

## Certificazioni
Giappone
(vendite: 12 273+)

 Corea del Sud
(vendite: 1 000+)

## Formazione
- Ji-hyun – voce
- Ga-yoon – voce
- Ji-yoon – voce
- HyunA – rapper
- So-hyun – voce